# SpaceX Crew-10
SpaceX Crew-10 var uppdragsbeteckningen för en bemannad rymdfärd med en Dragon 2-rymdfarkost från SpaceX. Farkosten sköts upp med en Falcon 9-raket från Kennedy Space Center LC-39A den 14 mars 2025. Flygningens destination var den Internationella rymdstationen (ISS).
Farkosten dockade med rymdstationen den 16 mars 2025.
Farkosten lämnade rymdstationen den 8 augusti 2025, några timmar senare återinträdde den i jordens atmosfär och landade i Stilla havet.

## Besättning
| Befälhavare    | Anne McClain, NASA Hennes andra rymdfärd   |
| Pilot          | Nichole Ayers, NASA Hennes första rymdfärd |
| Flygingenjör 1 | Takuya Onishi, JAXA Hans andra rymdfärd    |
| Flygingenjör 2 | Kirill Peskov, RSA Hans första rymdfärd    |

## Backup
| Flygingenjör 2 | Oleg Artemjev, RSA |